# 山铜
山铜（英语：Orichalcum，又译奧利哈鋼、俄瑞卡尔科斯、奥里哈鲁根、奧利哈康或王者金屬）是一些古文献中提到的一种金属，如柏拉图的《克里提阿篇》中描述亚特兰提斯的故事。依据《克里提阿篇》中的描述，山铜的价值被认为仅次于黄金，并在远古亚特兰提斯的许多地区被发现和开采。而后，在《克里提阿篇》成文的年代，仅仅知道名称。
在货币学中，它是一种金黄色的铜合金（即黄铜），用来制造古罗马硬币，如塞斯特蒂和都庞地亚。
在现代的潮流文化中，例如奇幻小说和電視游戏，將山铜作為一种宝贵矿藏，可制成强大的铠甲和武器。
例：《遊戲王怪獸之決鬥》作品裡的一張場地魔法卡《奧雷卡爾克斯的結界/奧利哈鋼的結界》，其原文《オレイカルコス/Orichalcos》，其語源便是自「山銅」。動畫電影中的《劇場版戰鬥陀螺 鋼鐵奇兵VS太陽 灼熱的侵略者》的戰鬥陀螺「太陽火焰」是由毀滅亞特蘭提斯的罕見金屬山銅所製成的。

## 概述
名字来源于希腊语（山或山脉，铜或青铜），罗马人写作aurichalcum这字面意思是“金铜”。这一写法源于西塞罗的著作，他们所谓的山铜，是拥有类似黄金的颜色，但价值低得多的金属。
依据《克里提阿篇》中的描述如下：
In the first place, they dug out of the earth whatever was to be found there, solid as well as fusile, and that which is now only a name and was then something more than a name, orichalcum, was dug out of the earth in many parts of the island, being more precious than anything in those days except gold.
山铜在不同的时期被作为金-铜合金，铜-锡合金，铜-锌-铜，或不为人知的金属。安第斯合金同巴伽也有相同的描述，是一个金-铜合金。然而，在维吉尔的《埃涅阿斯纪》中提到图尔努斯的胸甲是，在这里它被推测为，一种金和银的合金，而非所谓的“山铜”。
之后，“山铜”被用来形容硫化铜矿或黄铜矿。然而，这些都是和《克里提阿篇》的内容相符，因为柏拉图指出，这金属“只有个名字”在那个时代；而时至今日，黄铜和黄铜矿依然非常重要。

## 古代文学
山铜首次被提及是在公元前7世纪，在赫西俄德和荷马祷歌致阿佛洛狄忒。
依据柏拉图《克里提阿篇》中的描述，亚特兰提斯波塞冬三道外墙的前两道分别覆盖着黄铜和锡，而第三道则是被“红光闪烁的山铜”所环绕。